# Kenanti (Tambakboyo)
Kenanti is een bestuurslaag in het regentschap Tuban van de provincie Oost-Java, Indonesië. Kenanti telt 1207 inwoners (volkstelling 2010).